# Antalis nana
Antalis nana es una especie de molusco escafópodo de la familia Dentaliidae. Esta especie es endémica de las aguas de Nueva Zelanda. 

## Características
La concha de Antalis nana era usada tradicionalmente con fines decorativos por parte de los pueblos maoríes de Nueva Zelanda. Estas poblaciones usaban conchas para la manufactura de anillos y collares. Se han encontrado evidencias de este tipo de usos en sitios arqueológicos alrededor de la península de Coromandel.